# Sâg
Sâg là một xã thuộc hạt Sălaj, România. Dân số thời điểm năm 2002 là 3465 người.